# Joan Beaufort, Countess of Westmorland

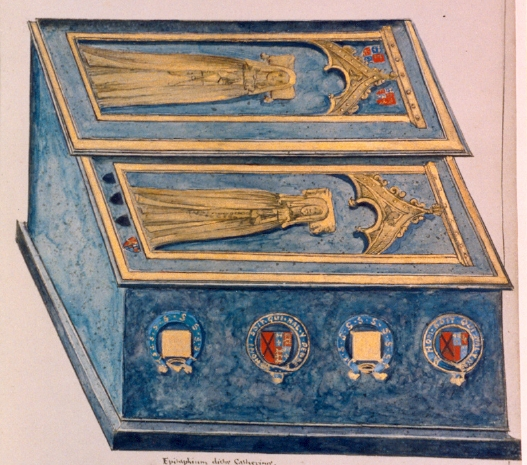
Grabmal von Joan Beaufort und ihrer Mutter Catherine Swynford

Lady Joan Beaufort LG (* 1379 in Beaufort-en-Champagne; † 13. November 1440) war eine englische Adlige. Durch Ehe war sie jeweils zeitweise Baroness Ferrers of Wemme und Countess of Westmorland.
Sie war das vierte Kind und einzige Tochter von John of Gaunt, 1. Duke of Lancaster, und seiner Geliebten Catherine Swynford. Sie wurde unehelich geboren, aber 1397, nachdem ihr Vater ihre Mutter geheiratet hatte, vom Parlament legitimiert. Kurz danach wurde sie in den Hosenbandorden aufgenommen.
1391 heiratete sie in erster Ehe Robert de Ferrers, 2. Baron Ferrers of Wemme († 1396), mit dem sie zwei Töchter hatte:
- Elizabeth Ferrers (1393–1434), ⚭ John de Greystock, 4. Baron Greystock;
- Mary Ferrers (1394–1458), ⚭ Sir Ralph Neville († 1458), Sohn des Ralph Neville, 1. Earl of Westmorland.

Nach dem Tod ihres Gatten und ihrer Legitimation heiratete sie 1397 als dessen zweite Gattin Ralph Neville, 1. Earl of Westmorland. Mit ihm hatte sie folgende Kinder:
- Katherine Neville, ⚭ (1) John Mowbray, 2. Duke of Norfolk, ⚭ (2) Sir Thomas Strangways, ⚭ (3) John Beaumont, 1. Viscount Beaumont, ⚭ (4) John Woodville;
- Richard Neville, 5. Earl of Salisbury;
- Eleanor Neville, ⚭ (1) Richard le Despenser, 4. Baron Burghersh, ⚭ (2) Henry Percy, 2. Earl of Northumberland;
- Robert Neville († 1457), Bischof von Durham;
- William Neville, 1. Earl of Kent;
- Edward Neville, 1. Baron Abergavenny († 1476);
- Anne Neville, ⚭ Humphrey Stafford, 1. Duke of Buckingham;
- Cecily Neville (1415–1495), ⚭ Richard Plantagenet, 3. Duke of York, Mutter der späteren englischen Könige Eduard IV. und Richard III.;
- George Neville, 1. Baron Latimer;
- John Neville, starb als Kind;
- Cuthbert Neville, starb als Kind;
- Thomas Neville, starb als Kind;
- Henry Neville, starb als Kind;
- Joan Neville, Nonne.

Ralph Neville hinterließ nach seinem Tod 1425 sein gesamtes Vermögen seiner Witwe, was zu einer Entfremdung zwischen Joan und ihren Stiefkindern führte. Als Joan am 13. November 1440 starb, wurde das reiche Neville-Vermögen unter ihren Kindern aufgeteilt. Joan selbst wurde neben ihrer Mutter in einem prächtigen Grabmal in der Kathedrale von Lincoln beigesetzt.